# Lipotriches ligata
Lipotriches ligata är en biart som först beskrevs av Joseph Vachal 1903.  Lipotriches ligata ingår i släktet Lipotriches och familjen vägbin. Inga underarter finns listade i Catalogue of Life.